# Marcus (evangelist)
Marcus de evangelist (Latijn: Marcus, Hebreeuws: מרקוס; Grieks: Μᾶρκος) (? - 68?) is volgens de traditie de auteur van het Evangelie volgens Marcus. Het Marcusevangelie is - zoals veel geschriften uit de joodse en vroegchristelijke literatuur - oorspronkelijk anoniem overgeleverd. Het opschrift "Evangelie volgens Marcus" werd pas later toegevoegd. Misschien waren de betrokken auteurs meer bezig met doctrine of traditie dan met hun eigen roem als schrijver en bleven ze daarom liever onbekend. Het is typerend voor oude teksten dat de auteur of auteurs vaak niet meer duidelijk kunnen worden geïdentificeerd.
Marcus wordt in de Oosters-orthodoxe kerken beschouwd als de stichter van de Kerk van Alexandrië, een van de vier oorspronkelijke zetels in het christendom, die na het Concilie van Chalcedon in 451 opgesplitst werd in het Grieks-orthodox patriarchaat van Alexandrië en de Koptisch-Orthodoxe Kerk.

## Tradities

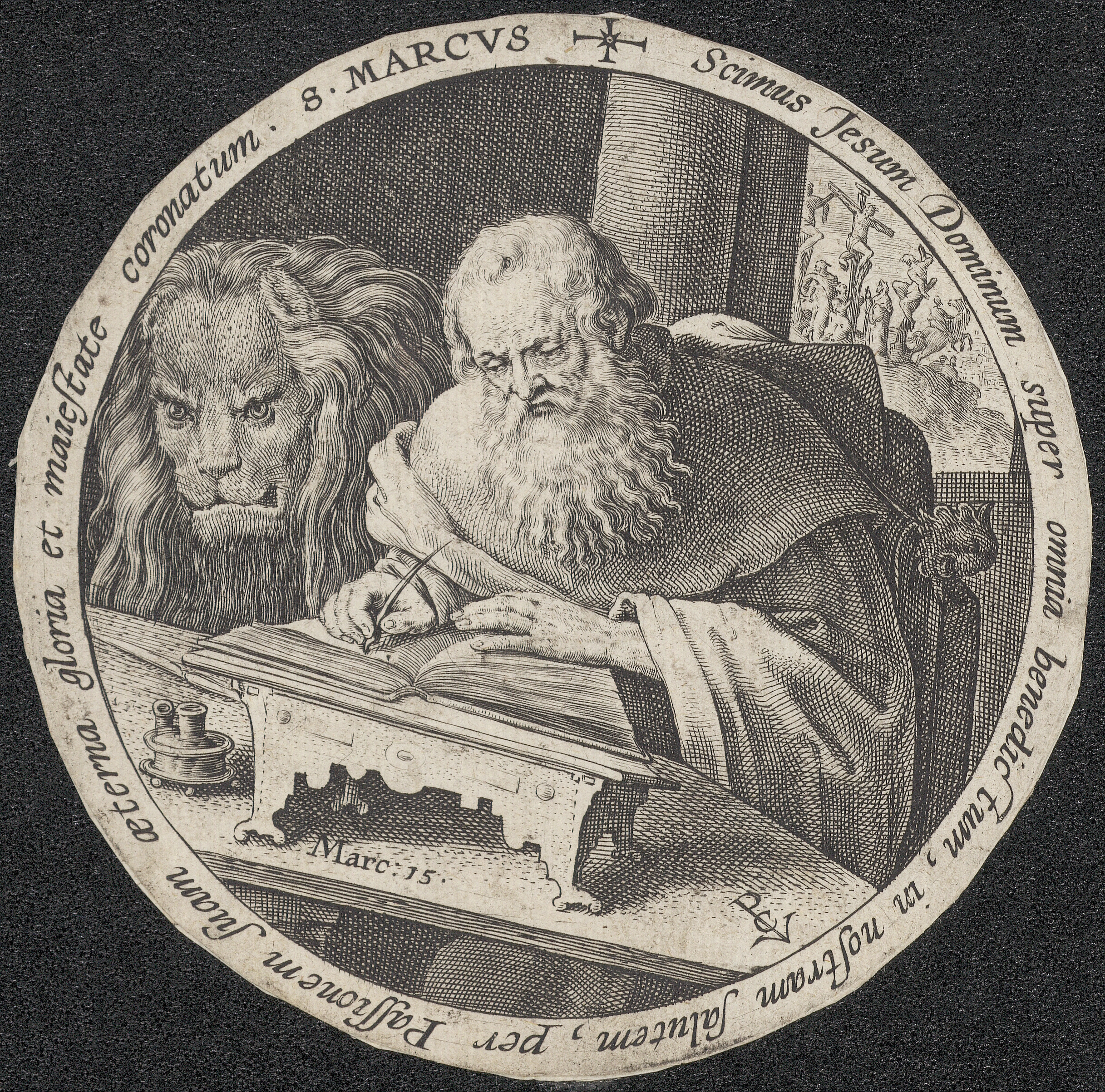
Prent van de evangelist Marcus. Gemaakt door Crispijn van de Passe I.

Traditioneel wordt Marcus gelijkgesteld aan Johannes Marcus, die in Handelingen 15:37-39 als metgezel van Paulus wordt vermeld en van wie wordt gezegd dat hij later metgezel werd van Petrus. Deze wordt vaak gelijkgesteld aan de 'Johannes' in Handelingen 13:4,5,13. En vervolgens wordt deze ook gelijkgesteld met de 'Marcus' in 2 Timoteüs 4:11, Filemon 24 en Kolossenzen 4:10. In het laatstgenoemde vers noemt Paulus Marcus "Barnabas' neef".
Volgens sommige tradities was Marcus de man die water bracht naar het huis waar het Laatste Avondmaal plaatsvond (Marcus 14:13). Toen Jezus in de nacht gevangen werd genomen, kwam er een jongeman kijken wat er gaande was. Hij had alleen een doek (chlamys) om zijn lichaam geslagen. Toen hij gegrepen werd, liet hij de doek achter en nam naakt de vlucht (Marcus 14:51-52). Omdat alleen Marcus gewag maakt van deze naakte jonge man, wordt soms verondersteld dat dit Marcus zelf was.
Sommige tradities nemen aan dat ook naar hem wordt verwezen in 2 Timoteüs 4:11 en Filemon 24. Ook in Kolossenzen 4:10 noemt Paulus een Marcus, een neef van Barnabas, waarvan sommige tradities deze identificeren als Johannes Marcus.
Ten slotte noemt Petrus "mijn zoon Marcus" in 1 Petrus 5:13. Sommige tradities stellen deze Marcus zowel gelijk aan Johannes Marcus als aan Marcus de evangelist en nemen aan dat het Evangelie volgens Marcus daarmee vooral is gebaseerd op de overlevering door Petrus. Papias beweert dat de apostel Johannes placht te zeggen:

Marcus werd de tolk van Petrus en schreef nauwkeurig, weliswaar niet in volgorde, alles op wat hij zich herinnerde van wat de Heer had gezegd of gedaan. ... Marcus deed er niet verkeerd aan toen hij aldus sommige dingen uit zijn herinnering optekende. Want voor één ding droeg hij zorg: niets weg te laten van wat hij gehoord had en zich daarin niet aan valse beweringen schuldig te maken.

Ireneüs (Tegen de ketterijen, 3.1.1) en de Anti-marcionitische proloog op Marcus vermelden Marcus ook als auteur van het evangelie, maar zij hebben zich daarbij mogelijk gebaseerd op de genoemde tekst van Papias. Beide bronnen vermelden dat Marcus het evangelie schreef na Petrus' dood. De Anti-marcionitische proloog op Marcus vermeldt verder dat het evangelie in Italië werd geschreven en dat Marcus Colobodactylus, "Vingerstomp" werd genoemd, omdat zijn vingers in verhouding tot de rest van zijn lichaam veel te kort waren. Een dergelijk zonderling detail wekt de indruk van authenticiteit van deze passage, want het is moeilijk voor te stellen waarom de kerk dit verzonnen zou hebben.
Volgens een Afrikaanse traditie in het vroege christendom was de Aristobulus uit Romeinen 16:10 de vader van Marcus en verwant aan Petrus' vrouw Strapola.

### Stichter van de Koptisch-orthodoxe Kerk
Volgens de traditie reisde Marcus tussen 6 en 10 jaar na de hemelvaart van Jezus Christus naar Alexandrië en stichtte de Kerk van Alexandrië, die vandaag de Koptisch-orthodoxe Kerk wordt genoemd. Delen uit de koptische liturgie zouden herleid kunnen worden tot Marcus zelf. In 43 werd hij de eerste bisschop van Alexandrië en wordt geëerd als de stichter van het christendom in Afrika. Hij stierf in het achtste jaar van Nero (63) en werd in Alexandrië begraven.
De koptische traditie zegt dat Marcus "drie jaar na de Heer en Redder Jezus Christus" werd geboren in Cyrene in Pentapolis, het oostelijke deel van Libië, ten westen van de grens met Egypte. Dezelfde traditie zegt ook dat hij in 68 als een martelaar stierf toen heidense aanhangers van Serapis hem aan de staart van een paard bonden en hem twee dagen door het district Bokalia sleepten totdat zijn lichaam aan stukken was gereten.

### Stoffelijke resten
Volgens de overlevering werd in 828 het lichaam van Marcus uit Alexandrië door Venetiaanse zeelieden ontvreemd en naar Venetië overgebracht. De legende vertelt dat zijn lichaam verborgen werd onder een stapel varkensvlees, zodat de moslims daar niet onder wilden kijken. Om het graf van Marcus werd later de Basiliek van San Marco gebouwd. Zijn relikwieën zijn daar nog te bewonderen. Kopten echter geloven dat het hoofd van Marcus in Alexandrië achterbleef, waar het bewaard wordt in de "Koptisch-orthodoxe kathedraal van Sint Marcus". In 1968 kreeg een delegatie van de Koptische Kerk een stukje bot van Marcus uit handen van paus Paulus VI.

## Feestdag
Zijn feestdag wordt gevierd op 25 april. In de beeldende kunst wordt Marcus, sinds de 4e eeuw, ook voorgesteld als zijn symboolgestalte: 'leeuw'. Deze weergave wordt
tetramorf genoemd.
Valt het feest van Sint-Marcus samen met Pasen of in het octaaf van Pasen, dan wordt dit feest verplaatst naar de volgende week.